# Viola albida
Viola albida är en violväxtart som beskrevs av Ivan Vladimirovitj Palibin.
Viola albida ingår i släktet violer och familjen violväxter. Inga underarter finns listade i Catalogue of Life.

## Bildgalleri

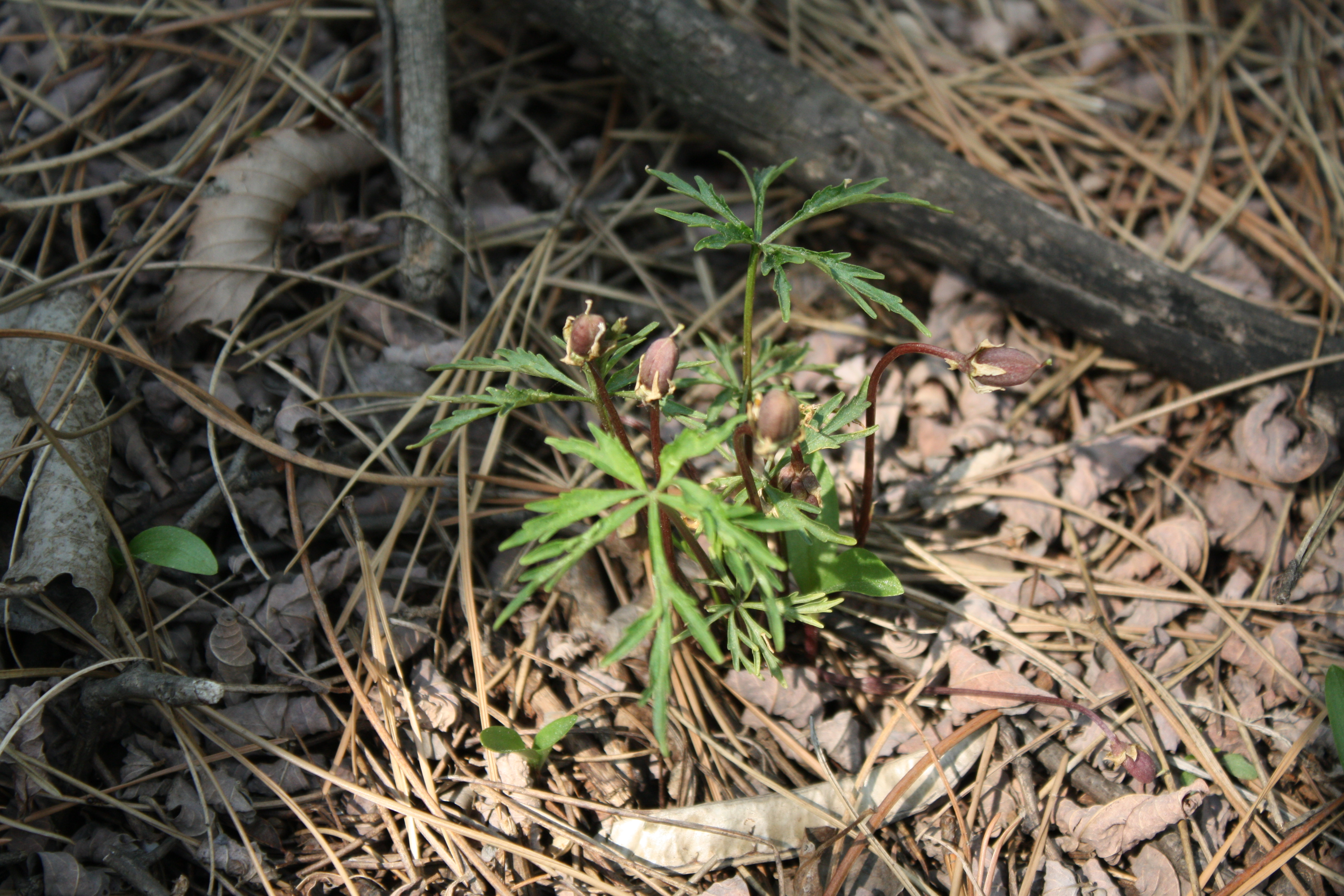
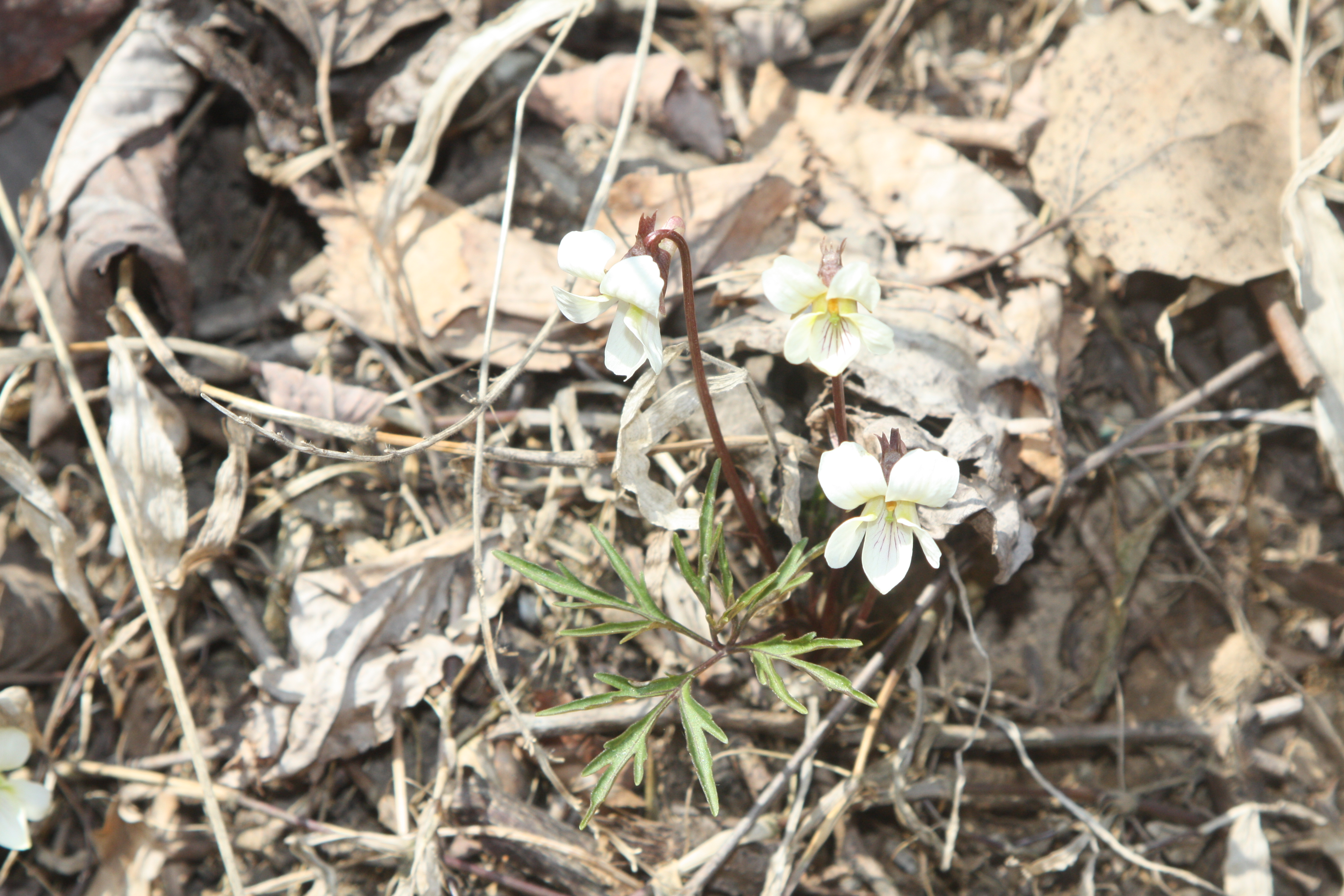
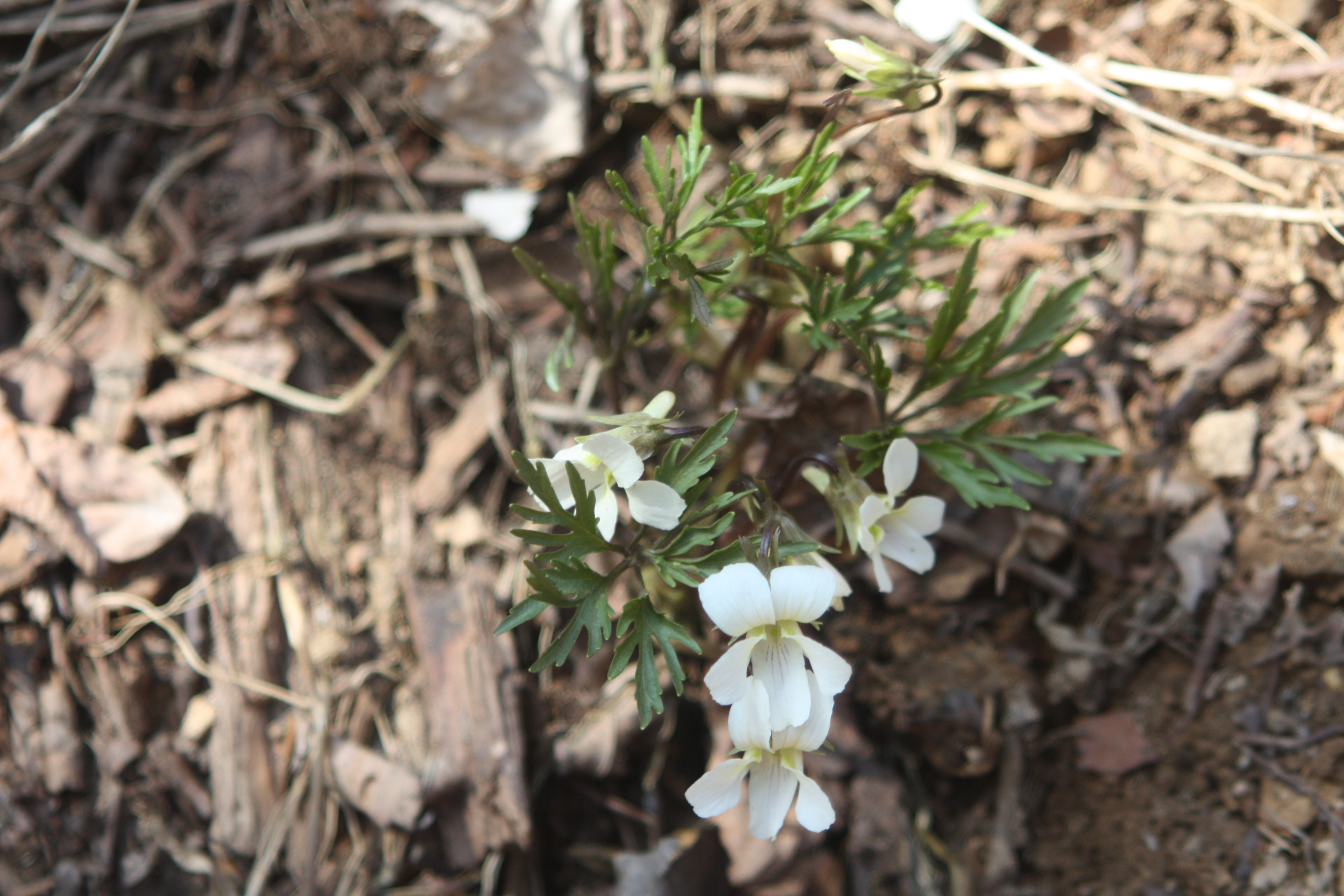
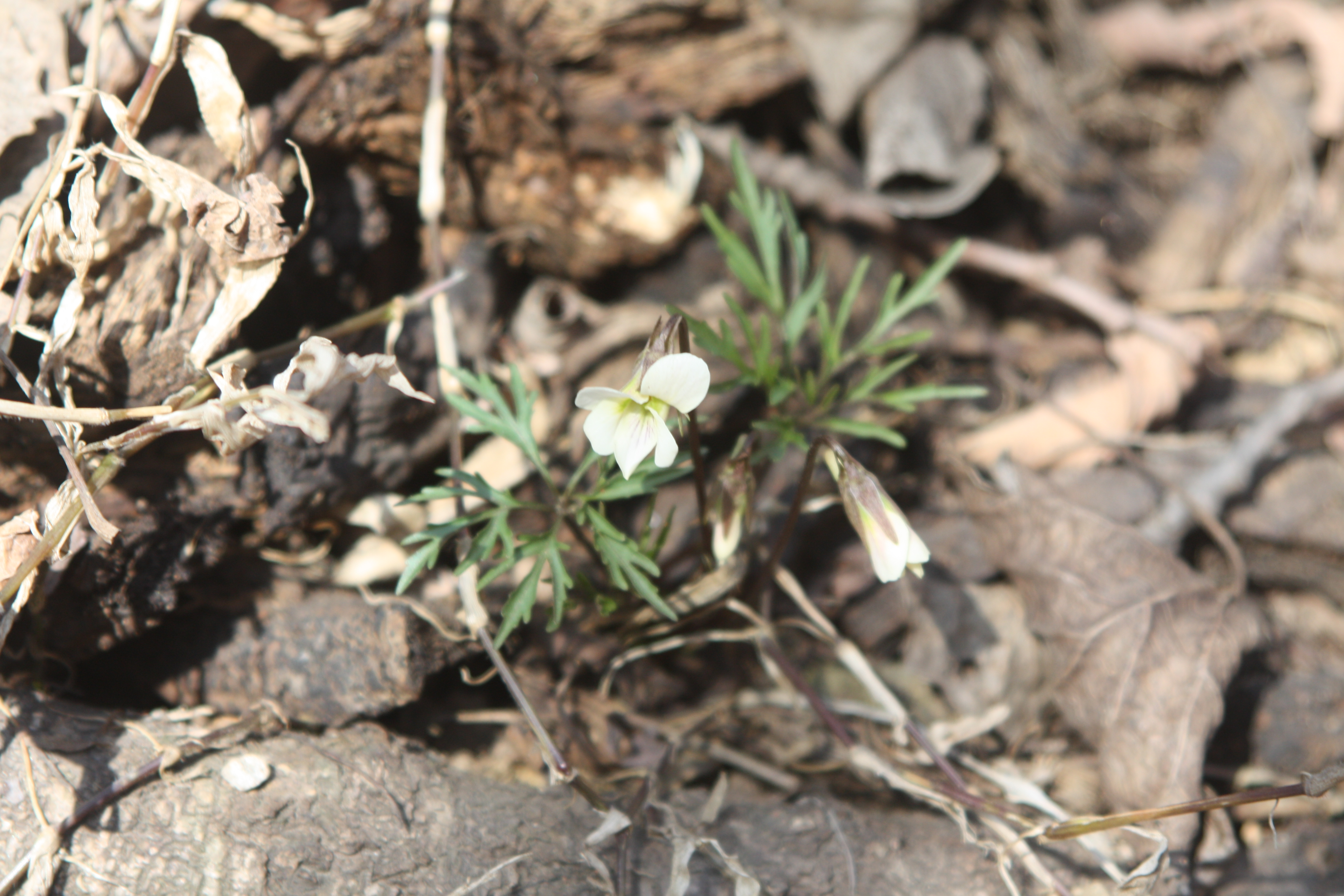